# Coaliția Pro-Europeană
Coaliția pentru Guvernare Pro-Europeană a fost o coaliție de partide politice din Republica Moldova, constituită pe data de 30 mai 2013, ca urmare a destrămării Alianței pentru Integrare Europeană la 13 februarie, aceluiași an. 

## Partide componente
- Partidul Liberal Democrat din Moldova (31 deputați)
- Partidul Democrat (15 deputați)
- Partidul Liberal Reformator (7 deputați[2])

## Context
Tensiunile din cadrul Alianței pentru Integrare Europeană au luat amploare după incidentul de pe 23 decembrie 2012 din Pădurea Domnească, soldat cu moartea lui Sorin Paciu. Au urmat demisiile șefului Moldsilva, Ion Lupu și procurorului general Valeriu Zubco. 
Atmosfera în coaliția de guvernământ s-a încins și mai mult după ce președintele PLDM, Vlad Filat, a denunțat la 13 februarie 2013 Acordul Alianței, invocând imposibilitatea realizării programului de guvernare din cauza concentrării instituțiilor statului și mass-mediei în mâna unor „structuri oligarhice”. Celelalte două partide, PD și PL, au acuzat PLDM de trădare și de declanșare a unei noi crize politice ce ar putea duce la alegeri anticipate și dezbate Republica Moldova de la parcursul european. 
Punctul culminant a avut loc pe 15 februarie, când PLDM și PCRM i-au acordat votul de neîncredere vicepreședintelui PD, Vladimir Plahotniuc și l-au dat jos din prezidiul Parlamentului, lichidând funcția de prim-vicespeaker.
Deznodământul a urmat pe 5 martie, când a fost demis Guvernul Filat 2. Moțiunea de cenzură a fost votată de către fracțiunea PD și PCRM, precum și de deputații neafiliați Igor Dodon, Sergiu Sîrbu, Mihai Godea, Zinaida Greceanîi, Ion Ceban, în total, 54 de legislatori. S-au exprimat împotrivă deputații din PLDM, dar și grupul de neafiliați condus de Vadim Mișin. Liberalii nu au votat, dar au declarat că ar fi făcut-o dacă nu era o propunere a comuniștilor.
Acordul de constituire a Coaliției pentru Guvernare Pro-Europeană a fost semnat la 30 mai 2013 de către președintele PLDM Vladimir Filat, președintele PDM Marian Lupu și președintele fracțiunei parlamentare PL, liderul Consiliului de Reformare al PL (CRPL) Ion Hadârcă. 
In aceeași zi, deputatul PDM Igor Corman a fost ales in funcția de președinte al Parlamentului Republicii Moldova. Cu votul a 58 de deputați a fost votat guvernul sub conducerea lui Iurie Leancă. În componența guvernului Leancă au intrat 8 miniștrii PLDM, 6 miniștrii PDM și 3 miniștrii de la liberalii-reformatori.

## Vezi și
- Alianța pentru Integrare Europeană (2009-13)
- Alianța Politică pentru Moldova Europeană (2015)
- Alianța pentru Integrare Europeană III (2015→)